# Rejon tarski
Rejon tarski (ros. Тарский район) – rejon będący jednostką administracyjną obwodu omskiego w Federacji Rosyjskiej.
Rejon tarski leży w północno-wschodniej części obwodu. Centrum administracyjne rejonu – miasto Tara.

## Geografia
Główne rzeki — Irtysz, Uj, Czeremszanka, Szysz, Osza.

## Historia
Rejon powołano do życia - 17 maja 1929 roku.

## Demografia
Na terytorium rejonu zamieszkuje 22 tys. osób w 87 miejscowościach, nie licząc 27 tys. mieszkańców Tary.
Skład narodowościowy: Rosjanie 86,4%, Tatarzy 7,9%, Niemcy 1,6%, Estończycy 0,9%, Ukraińcy 0,9%, inni 2,5%.

## Podział administracyjny
W skład rejonu wchodzi 21 gmin (okręgów) wiejskich: atyrska, bolsze-turalińska, cziokruszańska, czerniajewska, imszegalska, jegorowska, jekatieryńska, jermakowska, litkowska, łożnikowska, martiuszewska, mieżdureczeńska, nagorno-iwanowska, orłowska, połogrudowska, samsonowska, souskanowska, ust-tarska, wasisska, wstawska, zaliwińska.

## Miejscowości rejonu
Atak, Ataczka, Atyrka, Bażenowo, Bieszmietowka, Bobrowka, Bolszyje Turały, Bolszyje Kuczki, Borodichino, Bygan, Bystroje, Czeczenowo, Czerniajewo, Cziokruszewo, Gryniewiczi, Frunze, Imszegał,  Iszejewo, Iwanowka, Jegorowka, Jekatierińskoje, Jermakowka, Kalinina, Kiedrowyj, Kniaziewka, Kiksy, Kirgap, Kiriłlino, Koltugino, Konowałowo, Koszkul, Korieniewo, Krapiwka, Kobrino, Kurlano-Dubowka, Litkowka, Łożnikowo, Łoskutowo, Lubimowo, Maksyma Gorkiego, Małyje Turały, Martiuszewo, Maszkanka, Mieżdureczje, Mieżewnaja, Michajłowka, Nagajewo, Nagornoje, Nierpińskij Kordon, Nowojekatierinowka, Nowojermakowka, Nowopokrowka, Orłowo, Pietrowka, Pichtowoje, Połogrudowo, Pomorcewo, Piatiletka, Rodniczki, Samsonowo, Swidiersk, Siebielakowo, Siejtowo, Sidorowka, Sowietskaja Kriestianka, Souskanowo, Szkunowo, Timino, Timirka, Timsziniakowo, Tuj, Urazaj, Ust-Tara, Ustiugowo,  Wasiss, Wstawnoje, Zaliwino.